# Krzykomy
Krzykomy – wieś w Polsce położona w województwie kujawsko-pomorskim, w powiecie toruńskim, w gminie Obrowo.
W latach 1975–1998 miejscowość administracyjnie należała do województwa toruńskiego.

## Historia
W wieku XIX wieś opisana była jako Krzykomy alias „Krzykomie”, wieś w powiecie lipnowskim, gminie Obrowo, parafii Czernikowo, odległe o 24 wiorsty od Lipna.

Według spisu z roku 1882 wieś posiadała 8 domów, 134 mieszkańców, 139 mórg gruntu w tym 1 morgę nieużytków.